# Рыков, Юрий Афанасьевич
Юрий Афанасьевич Рыков (укр. Юрій Панасович Риков; 16 февраля 1932, Белая Церковь — 7 января 1994, Киев) — советский и украинский звукооператор. Заслуженный работник культуры УССР (1988).

## Биография
Родился 16 февраля 1932 года в городе Белая Церковь в семье служащих.
В 1957 году окончил Киевский политехнический институт.
В 1958—1961 годах работал инженером.
С 1961 года — звукооператор Киевской киностудии им. А. П. Довженко.
Был членом Союза кинематографистов Украины.
Умер 7 января 1994 года в Киеве.

## Фильмография
Оформил фильмы:
- «Закон Антарктиды» (1962)
- «Космический сплав» (1964)
- «Хочу верить» (1965)
- «Бурьян» (1967)
- «Ребёнок» (1967)
- «Варькина земля» (1969, т/ф)
- «Живая вода» (1971)
- «Всего три недели...» (1971, т/ф)
- «Ночной мотоциклист» (1972)
- «Старая крепость» (1972, т/ф, 3 с)
- «Дума о Ковпаке» (1975—1976, 2—3 с)
- «Воспоминание...» (1977)
- «Дождь в чужом городе» (1979)
- «От Буга до Вислы» (1980)
- «Капель» (1981)
- «Миргород и его обитатели» (1983)
- «Каждый охотник желает знать…» (1985)
- «Если враг не сдаётся…» (1985)
- «Мы обвиняем» (1985)
- «И в звуках память отзовётся» (1986)
- «Автопортрет неизвестного» (1988)
- «Фантастическая история» (1988)
- «Золотой цыплёнок» (1993)
- «Ожидая груз на рейде Фучжоу возле Пагоды» (1994) и др.